# Phalacronothus semiangulus
Phalacronothus semiangulus är en skalbaggsart som beskrevs av Vladimir Balthasar 1952. Phalacronothus semiangulus ingår i släktet Phalacronothus och familjen Aphodiidae. Inga underarter finns listade i Catalogue of Life.